# Emar Lakes Park
Emar Lakes Park är en park i Kanada.   Den ligger i provinsen British Columbia, i den centrala delen av landet, 3 300 km väster om huvudstaden Ottawa. Emar Lakes Park ligger 1 303 meter över havet. Den ligger vid sjön Emar Lake.
Terrängen runt Emar Lakes Park är huvudsakligen kuperad, men åt nordost är den platt. Trakten runt Emar Lakes Park är nära nog obefolkad, med mindre än två invånare per kvadratkilometer.. Det finns inga samhällen i närheten. 
I omgivningarna runt Emar Lakes Park växer i huvudsak barrskog.